# Cruz de nadie
Cruz de nadie es una telenovela venezolana protagonizada por Luis Fernández y Nohely Arteaga, con las actuaciones estelares de los actores mexicanos Nubia Martí, Gerardo Albarrán y la actriz rumano-venezolana Joana Benedek, además de la actriz cubana Isabel Moreno. Fue producida por Marte Televisión en 1994, y transmitida por RCTV en el año 1995.

## Sinopsis
Es la historia de un amor prohibido por las leyes de la herencia desafortunadas. Enmarcado en los principios del siglo XX y en los paisajes de los Andes, esta es la historia de lucha de Augusto Antúnez y Emilia Vegas contra el tirano Teófilo Vegas, padre de Emilia, y su destino, que condena a su amor.
Fruto de esta relación, dos niños que son separados de sus padres al nacer. Uno de ellos, Luciano, sufrirá la enfermedad fatal que llenará a Augusto de horror e incapaz de soportar el dolor que Emilia sufrirá al ver que el niño mutilado decide cambiarlo por una niña sana, Maité Antúnez. Ella se apoderará de su fortuna, viviendo rodeada del lujo y el confort que eran legítimamente de los gemelos. Los niños son vendidos a un circo y se crían como hermanos sin saber la verdad.
El segundo gemelo, Cruz de nadie, es criado en el circo por Yanina y se enamora de Maité para revivir la historia de sus padres y cumplir la venganza que limpiará el pasado de pecado y de crimen.

## Elenco
- Nohely Arteaga como Maité Antúnez.
- Luis Fernández como Ulises Antúnez "Cruz de Nadie"
- Nubia Martí como Rosalía Moreno
- Gerardo Albarrán como Augusto Antúnez
- Estelín Betancourt como Emilia Vegas
- Pedro Lander como Diego Santisteban
- Javier Valcárcel como Luciano / Augusto Antúnez (joven)
- Joana Benedek como Cinara
- Erick Noriega como Padre Puerta
- Manuel Salazar como Aspurio Moreno
- Lisbeth Manrique como Alondra
- Yoletty Cabrera como Violeta
- Mirtha Pérez como Yanina
- Isabel Moreno como Doña Dolores
- Betty Ruth como María Clotilde
- Martín Lantigua como Antares (anciano)
- Carmen Landaeta como Titalia
- Alberto Alifa como Gervasio
- Mayra Africano como Celina de La Guardia
- Vladimir Torres como José Vicente
- Tatiana Padrón como Morgana Moreno
- Isabella Cascarano es Gabriela.
- Mario Balmaseda como Dr. Peralta
- Gustavo Rodríguez como Teófilo Vegas
- Lourdes Valera como Pilarica Sirfuego
- Carlos Carrero como Isaías
- Pedro Rentería como Antares
- Blanca Pereira
- Lesbis Mendoza
- Carolina Tejera como Emilia Vegas (joven)
- Xavier Braco como José Vicente (joven)
- William Moreno como Serapio
- María Anyelid como Meneses
- Elizabeth Croes
- Luis A. Tovar
- Miguel Lucero
- Ricardo Álamo
- Orlando Fundichely
- Pierina Pérez
- Aura Rivas
- Antonio Cuevas
- Betty Quintero
- Jorge Sander

- Alejandra Silvain

- Roger Herrera como Yaracay

## Transmisión y Cronología
- La primera emisión en RCTV fue el jueves 18 de enero de 1996 a las 8:00 p. m. A partir del 20 de enero de 1996 hasta el lunes 17 de junio de 1996 se transmitía de lunes a sábado a la 1:00 p. m., sucediéndola Mariamor con Roxana Díaz y Saúl Marín.